# Winter-Paralympics 2010/Teilnehmer (Australien)
| stlisierte Goldmedaille | stlisierte Silbermedaille | stlisierte Bronzemedaille |
| ----------------------- | ------------------------- | ------------------------- |
| —                       | 1                         | 2                         |

Australien schickte bei den Winter-Paralympics 2010 in Vancouver zwei Athletinnen und neun Athleten an den Start.
Fahnenträger bei der Eröffnungsfeier war der Alpinskifahrer Toby Kane.

## Teilnehmer nach Sportarten

### Ski Alpin
Damen:
- Jessica Gallagher
Slalom, sehbehindert: Bronze 
Riesenslalom, sehbehindert: 4. Platz
- Melissa Perrine
Slalom, sehbehindert: 8. Platz
Riesenslalom, sehbehindert: DNF
Abfahrt, sehbehindert: 5. Platz

Herren:
- Bart Bunting
Riesenslalom, sehbehindert: DNS
Abfahrt, sehbehindert: DNF
- Shannon Dallas
Slalom, sitzend: 17. Platz
Riesenslalom, sitzend: 6. Platz
Abfahrt, sitzend: DNS
- Mitchell Gourley
Slalom, stehend: 27. Platz
Riesenslalom, stehend: 12. Platz
- Toby Kane
Slalom, stehend: 11. Platz
Riesenslalom, stehend: 10. Platz
Abfahrt, stehend: 10. Platz
- Marty Mayberry
Abfahrt, stehend: Silber
- Cameron Rahles-Rahbula
Slalom, stehend: Bronze 
Riesenslalom, stehend: 6. Platz
Abfahrt, stehend: 4. Platz
- Nicholas Watts
Slalom, stehend: DNF
Riesenslalom, stehend: 35. Platz

### Skilanglauf
Herren:
- James Millar
Langlauf: 20 km Freistil, stehend: 18. Platz
Langlauf: 10 km klassisch, stehend: 22. Platz
- Dominic Monypenny
Langlauf: 15 km, sitzend: 17. Platz
Langlauf: 10 km, sitzend: 22. Platz